# アンジェリーク トロワ
『アンジェリーク トロワ』は、コーエーから2000年11月22日に発売された女性向け恋愛シミュレーションゲーム。
アンジェリークシリーズ中、本流の育成シミュレーションゲームとしては第3作にあたる作品であり、第2作『アンジェリークSpecial2』と同じくアンジェリーク・コレットを主人公としている。シリーズでは初の、PlayStation 2用ソフトとなる。

## 概要
今までのアンジェリークシリーズと違いライバルは存在しない。それぞれの役割を背負い、女王に仕える9人の男性が主人公をサポートする。プレイヤーの目的は、危機に瀕した宇宙を救うため、限られた時間内に新大陸を育成する事。守護聖の持つ力を大陸に送り込んでもらうことで、新しい建物が完成する仕組みになっている。
育成状況によって各男性キャラクターとの恋愛エンディングが変化、恋愛エンディング以外も育成状況によって全く違ってくるのが特徴。
特定の時期に季節感のあるイベントが存在すること、また親密度のパラメータが好意／敬意に二元化されたこと等も、今までのアンジェリークシリーズとの違いである。
ストーリー的にはRPG『アンジェリーク 天空の鎮魂歌』及びOVA『アンジェリーク 白い翼のメモワール』の続きになる。なお、制作中の2000年5月にこれまで闇の守護聖クラヴィス役を演じていた塩沢兼人が急逝したため、クラヴィス役は田中秀幸に引き継がれることとなった。

## 歴史
アンジェリーク トロワ　2000年11月22日発売。PlayStation 2用CD-ROMソフト。コーエーより発売。
愛蔵版　アンジェリーク トロワ2002年7月5日発売。PlayStation 2用DVD-ROMソフト。コーエーより発売。一部のムービー及びヴォイス、女性キャラクターとの友情イベント、OVA『アンジェリーク 白い翼のメモワール』のダイジェスト版などが追加されている。

## ストーリー
新宇宙の女王、アンジェリークは、皇帝レヴィアスから故郷の旧宇宙を救い、その後、新宇宙で女王として忙しい日々を過ごしていたが、ある日、未知の大陸が新宇宙に突然現れ、生まれたばかりの惑星を破壊するという事態が発生する。それからまもなく、白い霧に包まれたアンジェリークは行方不明になってしまった。女王補佐官レイチェルからの連絡を受けた旧宇宙の女王や守護聖達はアンジェリークが行方不明になった場所へ赴いたがアンジェリークと同じように別の場所へ連れ去られてしまう。そこは先日新宇宙に現れた大陸であった。ようやく皆と再会したアンジェリークは、不思議な声を聴いた。この大陸に封じられたものを目覚めさせる様にと。そして、それが出来るのはアンジェリークだけであると。アンジェリークは事態の解明の為に皆と協力し、大陸の育成を始める・・・。

## 登場人物
詳細についてはアンジェリークシリーズの登場人物を参照のこと。

### 女王
調和の力（サクリア）を持ち、宇宙の平穏な運行をもたらす存在。
- 新宇宙の女王アンジェリーク（アンジェリーク・コレット） （声：浅田葉子）※OVAのみ
- 新宇宙の女王補佐官レイチェル （声：長沢美樹）

### 守護聖
旧宇宙の女王アンジェリーク・リモージュに仕え、宇宙を構成する9つの力「サクリア」を司る存在。
- 光の守護聖ジュリアス （声：速水奨）
- 闇の守護聖クラヴィス （声：田中秀幸）
- 風の守護聖ランディ （声：神奈延年）
- 水の守護聖リュミエール （声：飛田展男）
- 炎の守護聖オスカー （声：堀内賢雄）
- 緑の守護聖マルセル （声：結城比呂）
- 鋼の守護聖ゼフェル （声：岩田光央）
- 夢の守護聖オリヴィエ （声：子安武人）
- 地の守護聖ルヴァ （声：関俊彦）

注）闇の守護聖クラヴィスについては3名の声優が演じているが特記のない限り、本記事では田中秀幸とする。詳細については「アンジェリークシリーズの登場人物」の声優についての項を参照のこと。

### 教官
『アンジェリークSpecial2』において新宇宙の女王を選出する女王試験で教官役を務めた人々。現在は教官の任は解かれているが未知の大陸を育成するに当たって一時的に教官役に戻っている。
- 精神の教官ヴィクトール （声：立木文彦）
- 感性の教官セイラン （声：岩永哲哉）
- 品位の教官ティムカ （声：私市淳）

### 協力者
『アンジェリークSpecial2』において新宇宙の女王を選出する女王試験で協力者役を務めた人々。現在は協力者の任は解かれているが未知の大陸を育成するに当たって一時的に協力者役に戻っている。
- 王立研究員主任エルンスト  （声：森川智之）
- 火龍族の占い師メル （声：冬馬由美）
- 宇宙一の大商人チャーリー （声：真殿光昭）

### その他の人々
- 第256代旧宇宙の女王アンジェリーク（アンジェリーク・リモージュ） （声：白鳥由里）
- 第256代旧宇宙の女王補佐官ロザリア （声：三石琴乃）
- 謎の青年アリオス （声：成田剣）
- エルダ （声：宮本充）
- ラ・ガ （声：なし）
- 謎の女性 （声：三石琴乃）

## スタッフ
- 総括：ルビー・パーティ（コーエー）
- キャラクターデザイン：由羅カイリ
- 音響制作：楽音舎
- アニメーション制作：ゆめ太カンパニー
  - 監督・演出：清水明
  - キャラクターデザイン：林明美、川嶋恵子
  - 背景：アトリエローク
  - 作画監督：藤岡真紀

## 関連アイテム

### ソフトウェア
アンジェリーク トロワ スクリーンカクテル2001年3月23日発売。デスクトップアクセサリ。Windows 95/98/Me用。

### OVA

#### 「アンジェリーク 〜聖地より愛をこめて〜」
（スペシャル・上・中・下） 2001年発売
アンジェリークシリーズのOVA第2弾。

##### スタッフ
- 監督・絵コンテ・演出 - 清水明
- 脚本 - 草薙陀美鳥
- キャラクターデザイン - 由羅カイリ
- アニメーションキャラクターデザイン - 林明美、川嶋恵子
- 作画監督 - 藤岡真紀
- 美術監督 - 高野正道
- 色彩設計 - 有尾由紀子
- 撮影監督 - 本間孝弘
- 音楽 - 七瀬光
- 音響監督 - 菊田浩巳
- アニメーション制作 - ゆめ太カンパニー
- 企画・制作 - コーエー

##### 主題歌
- オープニング「Angelique〜永遠の約束〜」　作詞・作曲・編曲・歌 - LAZY
- エンディング「LEGEND OF THE LIGHT」　作詞・作曲・編曲・歌 - LAZY

#### 「アンジェリーク 〜Twinコレクション〜」
2005年発売
全8巻・各巻２人収録によるアンジェリークシリーズのOVA第3弾。
1. オスカー&オリヴィエ
2. ランディ&ティムカ
3. ゼフェル&エルンスト
4. ジュリアス&チャーリー
5. クラヴィス&アリオス
6. ルヴァ&メル
7. マルセル&セイラン
8. リュミエール&ヴィクトール

### CD

#### ドラマ（外伝）
- 虹の記憶 
  - アンジェリーク外伝4 虹の記憶 1～4
  - アンジェリーク外伝4 虹の記憶 音楽集・太陽の子守歌

#### ヴォーカル、音楽集
- アンジェリーク Sunflower〜from Twinコレクション〜
- アンジェリーク Cherry Blossom〜from Twinコレクション〜
- アンジェリーク LOVE CALL
- アンジェリーク Fantasia
- 夢奏詩 アンジェリーク 聖地より愛をこめて
- Angelique〜永遠の約束〜（OVA『アンジェリーク〜聖地より愛をこめて〜』のOP & EDを収録）